# زواج المثليين في المقاطعة البريطانية بالقارة القطبية الجنوبية
أصبح زواج المثليين قانونيا في المقاطعة البريطانية بالقارة القطبية الجنوبية، وهي قطاع من القارة القطبية الجنوبية وواحدة من أقاليم ما وراء البحار البريطانية ال14. بين 2 أغسطس 2016 و 30 سبتمبر 2016، تم إجراء مشاورات حول مشروع قانون زواج جديد من قبل وزارة الخارجية وشؤون الكومنولث. وينص المرسوم الجديد على أن القوانين المتعلقة بالزواج في إنجلترا تنطبق في الإقليم، مما يسمح بزواج المثليين. تم الإعلان عن المرسوم من قبل المفوض بيتر هايز في 13 أكتوبر 2016 ودخل حيز التنفيذ على الفور.